# Slash (nhạc sĩ)
Saul Hudson (sinh ngày 23 tháng 7 năm 1965), nổi tiếng hơn với nghệ danh Slash, là một nhạc công và nhạc sĩ sáng tác bài hát người Anh - Mỹ. Ông là cây lead guitar của ban nhạc hard rock người Mỹ Guns N' Roses và cùng nhóm gặt hái thành công toàn thế giới vào cuối thập niên 1980 và đầu thập niên 1990. Slash cũng được giới chuyên môn tán dương và được coi là một trong những nghệ sĩ guitar xuất sắc nhất trong lịch sử nhạc rock.
Năm 1993, Slash thành lập dự án phụ Slash's Snakepit; 4 năm sau ông rời Guns N' Roses vào năm 1996 và đồng sáng lập siêu ban nhạc Velvet Revolver, qua đó cùng nhóm tái xây dựng bản thân như một nghệ sĩ biểu diễn chính ở giai đoạn giữa cho đến cuối thập niên 2000. Slash còn cho phát hành 4 album: Slash (2010) – có sự góp mặt của hàng loạt nhạc sĩ khách mời, Apocalyptic Love (2012), World on Fire (2014) và Living the Dream (2018) – thu âm cùng ban nhạc của ông là Myles Kennedy and the Conspirators. Ông trở lại Guns N' Roses vào năm 2016.
Tạp chí Time đã tôn vinh Slash ở vị trí á quân trong danh sách "10 nghệ sĩ guitar điện xuất sắc nhất" vào năm 2009, còn Rolling Stone xếp ông ở vị trí số 65 trong danh sách "100 nghệ sĩ guitar xuất sắc nhất mọi thời đại" vào năm 2011. Tạp chí Guitar World thì liệt khúc solo của ông trong "November Rain" ở hạng 6 trong danh sách "100 khúc solo guitar xuất sắc nhất" vào năm 2008, còn Total Guitar chọn khúc riff của ông "Sweet Child o' Mine" đứng đầu trong danh sách "100 khúc riff xuất sắc nhất" vào năm 2004. Năm 2010, xưởng chế tác guitar danh tiếng Gibson Guitar Corporation xếp ông ở hạng 34 trong danh sách "50 nghệ sĩ guitar xuất sắc nhất", còn giới độc giả thì nâng thứ hạng của Slash lên tận số 9 trong "Top 25 nghệ sĩ guitar xuất sắc nhất mọi thời đại" của Gibson. Năm 2012, Slash được tiến cử vào Đại sảnh Danh vọng Rock and Roll với tư cách thành viên thuộc đội hình kinh điển của Guns N' Roses.

## Xuất thân
Hudson sinh ra tại Hampstead, Luân Đôn. Tên ông được đặt theo tên nghệ sĩ Saul Steinberg. Mẹ của ông, bà Ola J. Hudson (nhũ danh Oliver; 1946–2009) là một nhà thiết kế phục trang người Mỹ gốc Phi và đã phục vụ khách hàng là những nghệ sĩ danh tiếng như David Bowie (người mà bà từng hẹn hò), Ringo Starr và Janis Joplin. Cha ông, Anthony Hudson là một nghệ sĩ người Anh chuyên chế tác bìa album cho các nhạc sĩ như Neil Young và Joni Mitchell. Với lai lịch hỗn tạp của mình, sau này Slash bình luận: "Trong vai trò một nhạc sĩ, tôi luôn thích thú với việc mang cả gốc gác Anh lẫn dòng máu da màu; đặc biệt bởi nhiều nhạc sĩ người Mỹ dường như khao khát trở thành người Anh, trong khi đó nhiều nhạc sĩ người Anh, đặc biệt là ở thập niên 60 cũng mang trong mình nỗi đau lớn tương tự để được làm người da màu."
Slash chia sẻ về niềm đam mê của mình với nhạc rock.
Trong những năm đầu đời, Slash được cha và ông bà nội nuôi lớn tại Stoke-on-Trent, Staffordshire, còn mẹ ông chuyển đến Los Angeles làm việc. Khi Slash khoảng 5 tuổi, ông cùng cha mình đến ở với mẹ tại Los Angeles, California. Cậu em trai của ông, Albion "Ash" Hudson chào đời năm 1972. Sau khi cha mẹ ly dị vào năm 1974, ông trở thành một "đứa trẻ gây phiền nhiễu" như chính bản thân miêu tả. Ông chọn sống cùng mẹ và thường được gửi đến nhà bà ngoại yêu dấu bất cứ khi nào mẹ ông đi công tác. Đôi khi Slash đi cùng mẹ tới chỗ làm và có dịp gặp gỡ một vài ngôi sao điện ảnh và ca nhạc. Nam diễn viên Seymour Cassel đã tặng cho Hudson biệt hiệu "Slash" bởi ông "luôn hấp tấp, di chuyển đột ngột từ nơi này sang nơi khác".

## Sự nghiệp

### 1981–1985: Những năm đầu
Slash gia nhập ban nhạc đầu tiên có tên Tidus Sloan vào năm 1981. Năm 1983, ông lập nên ban nhạc Road Crew—đặt tên theo ca khúc "(We Are) The Road Crew" của Motörhead—cùng người bạn thuở nhỏ Steven Adler (sau này Adler dần học chơi trống). nghệ sĩ guitar người Mỹ gốc Anh đã cho đăng phiếu quảng cáo trên báo nhằm tuyển mộ một cây chơi bass, và nhận được phản hồi từ Duff McKagan. Họ cũng cho thử giọng một số ca sĩ, trong đó có giọng ca một thời của nhóm Black Flag là Ron Reyes, đồng thời sáng tác khúc riff chính sẽ trở thành bài "Rocket Queen" của Guns N' Roses. Slash đã cho giải thế nhóm vào năm kế tiếp do họ không thể tìm kiếm một ca sĩ hát chính cũng như việc Adler tỏ ra làm việc thiếu chuyên nghiệp so với chính Slash và McKagan. Kế đó Slash cùng cậu bạn Adler gia nhập một ban nhạc địa phương có tên là Hollywood Rose, với sự góp mặt của ca sĩ Axl Rose và nghệ sĩ guitar Izzy Stradlin. Sau quãng thời gian cùng Hollywood Rose, Slash chơi cho một ban nhạc tên là Black Sheep và có buổi diễn thử không thành công cho Poison, một ban nhạc glam metal mà sau này ông công khai chế giễu.

### 1985–1996: Lần gắn bó đầu với Guns N' Roses
Tháng 6 năm 1985, Axl Rose và Izzy Stradlin đã mời Slash gia nhập một ban nhạc họ mới thành lập là Guns N' Roses cùng với Duff McKagan và Steven Adler (lần lượt thay thế các thành viên sáng lập Tracii Guns, Ole Beich và Rob Gardner). Họ chơi nhạc trong các câu lạc bộ đêm quanh khu Los Angeles—‌như Whisky a Go Go, The Roxy và The Troubadour‍—‌và thể hiện mở màn cho các tiết mục tầm cỡ hơn suốt năm 1985 và 1986. Trước một trong những buổi diễn vào năm 1985, Slash lượm được một chiếc mũ phớt màu đen và một cái thắt lưng concho màu bạc theo kiểu Mỹ bản địa từ hai cửa hiệu Melrose Avenue tại L.A. Ông đã kết hợp chiếc mũ với các đoạn của chiếc thắt lưng nhằm làm ra một chiếc nón đặc chế cho buổi diễn. Nghệ sĩ guitar này kể rằng ông "thấy thật ngầu" khi đội chiếc nón đó và nó đã trở thành vật thương hiệu của ông. Trong giai đoạn 1985–1986, ban nhạc đã sáng tác những ca khúc kinh điển như "Welcome to the Jungle," "Sweet Child o' Mine" và "Paradise City", do những hành vi nổi loạn và om sòm của mình, Guns N' Roses nhanh chóng nhận được biệt danh "Ban nhạc nguy hiểm nhất thế giới", khiến cho Slash phải thốt lên: "Vì vài lý do kì lạ nào đó, Guns N' Roses tựa như một chất xúc tác làm nổ ra tranh cãi vậy, thậm chí trước cả khi chúng tôi sở hữu bất kì hợp đồng thu âm nào". Sau khi được một vài hãng đĩa lớn để mắt tới, ban nhạc đã ký hợp đồng với Geffen Records vào tháng 3 năm 1986.
Tháng 7 năm 1987, Guns N' Roses cho phát hành album đầu tay Appetite for Destruction; tính đến tháng 9 năm 2008 nhạc phẩm đã tiêu thụ hơn 28 triệu bản trên toàn thế giới, riêng 18 triệu bản bán ra tại Hoa Kỳ, qua đó trở thành album đầu tay bán chạy nhất mọi thời đại tại xứ sở cờ hoa. Mùa hè năm 1988, ban nhạc giành được bài hit quán quân Mỹ đầu tiên với "Sweet Child o' Mine", ca khúc được dẫn dắt chủ đạo bởi khúc riff và solo guitar của Slash. Tháng 11 năm đó, Guns N' Roses cho ra mắt đĩa EP G N' R Lies và thu về 5 triệu bản tính riêng tại Mỹ, dù cho đĩa chỉ chứa có 8 ca khúc, mà 4 trong số đó đã nằm trong đĩa EP Live ?!*@ Like a Suicide đã được phát hành trước đó. Khi mà thành công đến bao nhiêu thì sự căng thẳng nội bộ nhóm cũng tăng bấy nhiêu. Năm 1989, trong một đêm diễn làm tiết mục mở màn cho Rolling Stones, Axl Rose dọa sẽ rời nhóm nếu một số thành viên trong nhóm không dừng "nhảy cùng 'Mr. Brownstone'", nhằm ám chỉ tới ca khúc cùng tên của nhóm nói về nạn sử dụng cần sa. Slash cũng nằm trong số những người hứa sẽ bỏ chất cấm trên. Tuy nhiên, vào năm kế tiếp, ban nhạc sa thải Steven Adler vì ông này quá nghiện cần sa, thay thế Adler là tay trống Matt Sorum của The Cult.

### 1994–2002: Slash's Snakepit
Năm 1994, Slash thành lập một dự án phụ tên là Slash's Snakepit, với sự góp mặt của các đồng đội trong Guns N' Roses: Matt Sorum chơi trống còn Gilby Clarke chơi guitar rhythm, bên cạnh đó còn có Mike Inez của Alice in Chains chơi bass và Eric Dover của Jellyfish hát chính. Ban nhạc đã thu âm những sáng tác của Slash định dùng cho Guns N' Roses, dẫn đến việc ra mắt album It's Five O'Clock Somewhere vào tháng 2 năm 1995. Album được giới phê bình khen ngợi vì đã đi ngược lại xu hướng nhạc alternative phổ biến lúc bấy giờ, đồng thời có thành tích xếp hạng tốt, sau cùng bán ra hơn 1 triệu bản tại Mỹ dù ít được Geffen Records quảng bá. Slash's Snakepit đi lưu diễn nhằm hỗ trợ album với cây bass James LoMenzo và tay trống Brian Tichy của Pride and Glory trước khi tan rã vào năm 1996. Tiếp đó, Slash đi tour trong hai năm với ban nhạc cover blues rock Slash's Blues Ball.

### 2002–2008: Velvet Revolver
Năm 2002, Slash tái hợp với Duff McKagan và Matt Sorum trong buổi diễn tri ân Randy Castillo. Sau khi nhận ra giữa họ vẫn còn xúc tác âm nhạc từ những ngày ở Guns N' Roses, họ quyết định cùng nhau lập nên một ban nhạc mới. Cựu nghệ sĩ guitar của Guns N' Roses, Izzy Stradlin lúc đầu tham gia dự án, nhưng đã rời đi sau khi những người còn lại quyết định tìm ca sĩ hát chính. Nhạc công từng chơi cùng McKagan tại Loaded, Dave Kushner được tuyển mộ vào nhóm trong vai trò guitar rhythm. Trong nhiều tháng, hội bốn người tìm kiếm giọng ca chính thông qua việc nghe các tệp băng demo mà VH1 thu thập được. Sau cùng, Velvet Revolver đã kết nạp cựu giọng ca của Stone Temple Pilots là Scott Weiland.

### 2009–nay: "Slash kết hợp cùng Myles Kennedy and The Conspirators"
Thành viên hiện tại
- Myles Kennedy – hát chính (2010–nay)
- Todd Kerns – bass, hát đệm (2010–nay)
- Brent Fitz – trống (2010–nay)
- Frank Sidoris – guitar rhythm (2018-nay; thành viên đi tour từ 2012–2016)[31]

Thành viên đi tour
- Tony Montana – bass (2010)[32]

Thành viên cũ
- Bobby Schneck – guitar rhythm (2010–2011)[31]

Nhạc sĩ thời vụ
- Chris Chaney – bass (2009)
- Josh Freese – trống (2009)
- Lenny Castro – bộ gõ (2009)

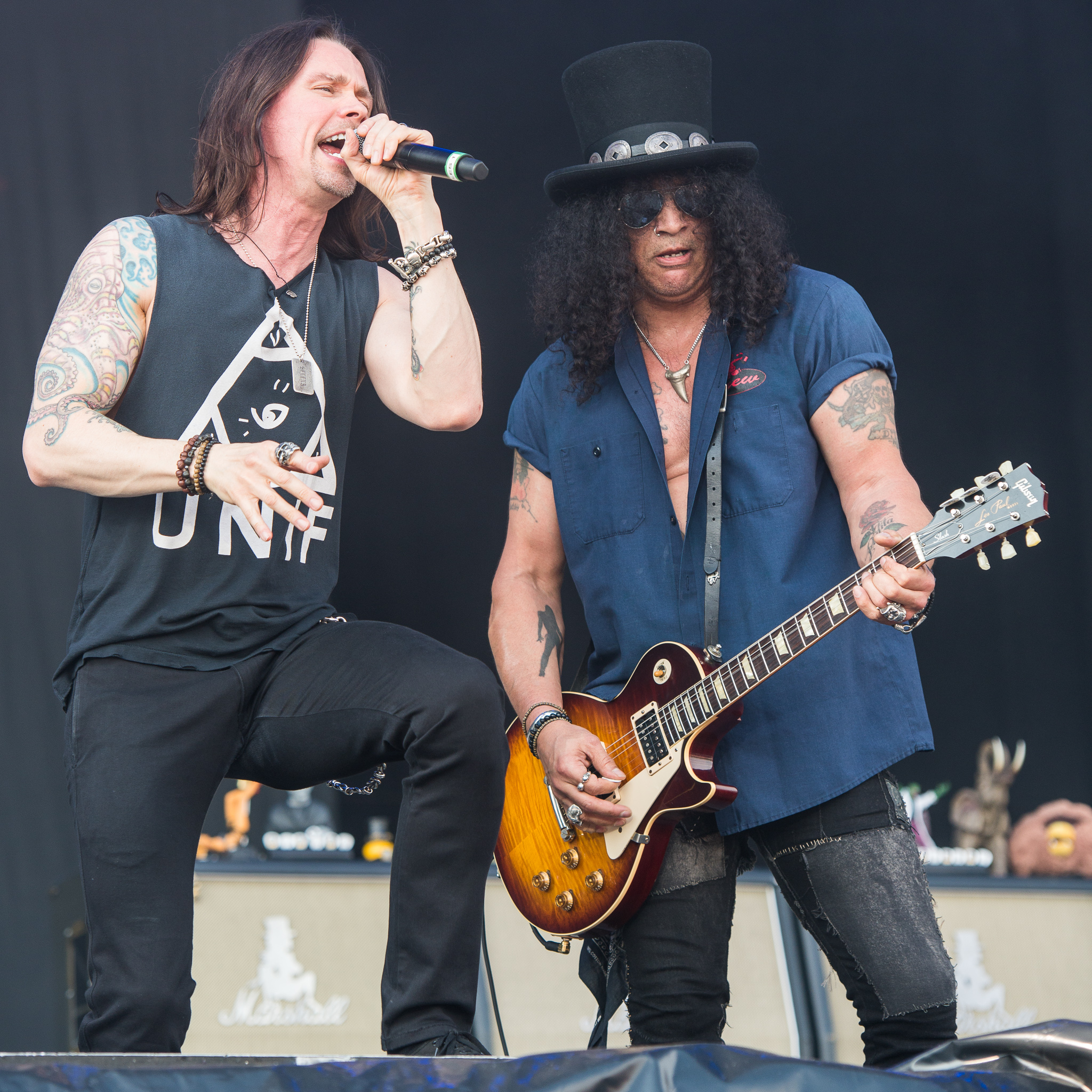
Slash và giọng ca Myles Kennedy biểu diễn cùng The Conspirators vào tháng 6 năm 2015

Tháng 9 năm 2008, Slash bắt đầu sản xuất album solo đầu tay của mình. nghệ sĩ này tự miêu tả quá trình thu âm của chính mình như liều "thuốc tẩy nhẹ". Ông còn cho biết việc sáng tác album đã đem đến cho ông cơ hội để "vừa xả hơi một chút khỏi nền dân chủ và chính trị, vừa để làm chuyện mình thích". Vợ của Slash là Perla tiết lộ rằng nhiều nghệ sĩ sẽ xuất hiện trong album: "Đó sẽ là Slash và những người bạn, gồm tất cả mọi người từ Ozzy đến Fergie." Album có tựa ngắn gọn là Slash, ra mắt ở hạng 3 trên bảng xếp hạng của Mỹ ở thời điểm nó lên kệ vào tháng 4 năm 2010. Sản phẩm có sự góp mặt của hàng loạt nhạc sĩ đình đám như Osbourne, Fergie của The Black Eyed Peas, Adam Levine của Maroon 5, M. Shadows của Avenged Sevenfold, Lemmy Kilmister của Motörhead, Dave Grohl, Chris Cornell và Iggy Pop. Album còn đánh dấu sự hợp tác với các cựu thành viên của Guns N' Roses như Izzy Stradlin, Steven Adler và Duff McKagan. Trước khi phát hành album, Slash đã cho lên kệ đĩa đơn "Sahara" độc quyền tại Nhật Bản, với sự góp giọng từ ca sĩ Inaba Koshi (từ nhóm B'z). Ca khúc ra mắt ở hạng 4 trên Oricon Singles Chart và hạng 6 trên Billboard Japan Hot 100. Bài hát đã được trao giải "Đĩa đơn của năm" từ phương Tây tại lễ trao giải Japan Gold Disc Award lần thứ 24 của RIAJ. Nhằm quảng bá album, Slash cũng khởi động chuyến lưu diễn solo đầu tiên của mình cùng Myles Kennedy của Alter Bridge (nghệ sĩ cũng góp mặt trong album) thể hiện phần hát, Bobby Schneck chơi guitar rhythm, Todd Kerns chơi bass và Brent Fitz chơi trống. Slash đã trình diễn tiết mục mở màn cho Ozzy Osbourne trong một chặng thuộc tour diễn Scream World Tour của Osbourne.

### 2016–nay: Trở lại Guns N' Roses
Ngày 29 tháng 12 năm 2015, vài ngày sau khi teaser về Guns N' Roses được phát hành tại các rạp chiếu bóng, Billboard cho hay Slash sẽ tái hợp ban nhạc để diễn chính tại Coachella 2016, nhằm khỏa lấp vị trí guitar lead bị bỏ trống của DJ Ashba – người đã rời ban nhạc. Guns N' Roses cũng được chính thức công bố là những nghệ sĩ thể hiện chính Coachella vào ngày 4 tháng 1 năm 2016, còn đài phát thanh KROQ-FM cho biết Slash và Duff McKagan sẽ tái nhập nhóm. Slash đã biểu diễn cùng Guns N' Roses lần đầu tiên sau 23 năm ở buổi diễn tập của nhóm tại Troubadour, Los Angeles, 4 tháng 4 năm 2016. Ban nhạc còn cho khởi động tour diễn 'Not in This Lifetime... Tour'.

## Giải thưởng và thành tựu

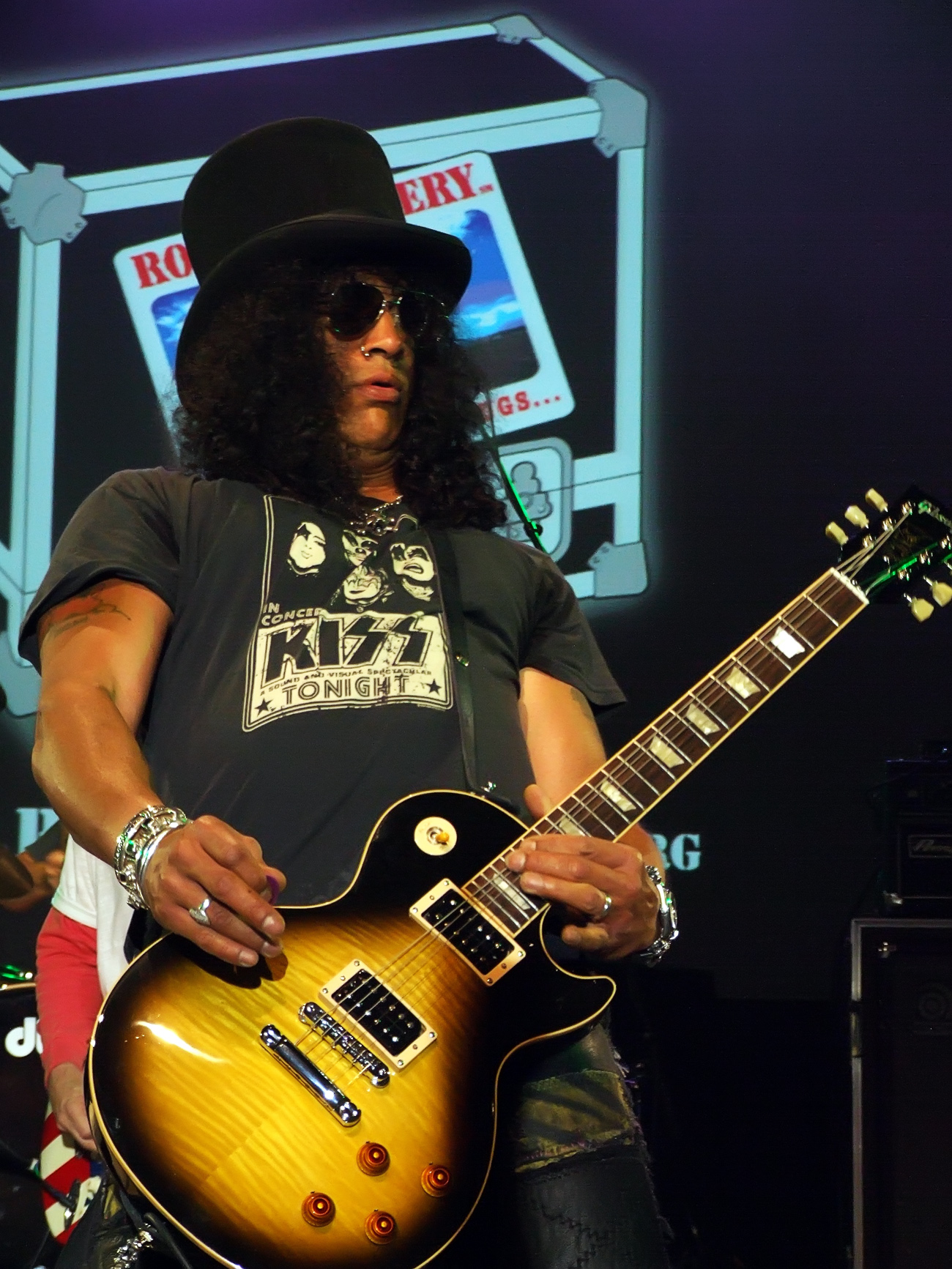
Slash biểu diễn tại Nhà hát Nokia tại New York vào năm 2008.

Slash đã được giới chuyên môn tán dương nhiệt liệt trong vai trò nghệ sĩ guitar. Năm 2005, tạp chí Esquire bầu ông là "Nghệ sĩ guitar xuất sắc nhất" kèm lời chúc mừng ông đã "ghi điểm trở lại với một bộ cánh đầy sức sống và vừa vặn một cách đáng ngạc nhiên mang tên Velvet Revolver." Slash còn được trao danh hiệu "Riff Lord" (Chúa những khúc riff) trong lễ trao giải thường niên Golden Gods lần thứ tư của Metal Hammer vào năm 2007. Năm 2008, danh thủ sinh năm 1965 được liệt ở vị trí số 21 trong danh sách "Top 50 nghệ sĩ guitar xuất sắc nhất từ trước đến nay" của Gigwise và vào năm 2009, ông đứng ở vị trí á quân trong danh sách "100 nghệ sĩ guitar điện xuất sắc nhất" của tạp chí Time, với lời khen dành cho ông: "một nghệ sĩ điêu luyện đến mức xuất chúng". Năm 2011, Rolling Stone tôn vinh Slash ở hạng 65 trong danh sách "100 nghệ sĩ guitar xuất sắc nhất mọi thời đại".
Năm 2007, Slash được vinh danh bằng một ngôi sao trên Đại sảnh danh vọng nhạc rock; tên của ông được xếp ngang hàng với những cây đại thụ của dòng nhạc này như Jimmy Page, Eddie Van Halen và Jimi Hendrix. Nghệ sĩ người Mỹ gốc Anh cũng được tôn vinh tại Nhạc hội Sunset Strip 2010, nơi ông được Thị trưởng Tây Hollywood John Heilman trao tặng một tấm huy chương kèm theo lời tuyên bố ngày 26 tháng 8 là "Ngày của Slash". Năm 2012, Slash được ghi danh vào Đại sảnh Danh vọng Rock and Roll với tư cách thành viên thuộc đội hình kinh điển của Guns N' Roses. Ông đã thể hiện 3 ca khúc—"Paradise City", "Sweet Child o' Mine" và "Mr. Brownstone"‍—‌cùng với những người đồng đội cũ là Duff McKagan, Steven Adler và Matt Sorum, tay guitar một thời của Guns N' Roses Gilby Clarke và cộng tác viên lâu năm Myles Kennedy trong buổi lễ vinh danh trên. Những người được tiến cử khác là Axl Rose, Izzy Stradlin và Dizzy Reed đã từ chối tham dự buổi lễ. Một năm sau, Slash nhận được một ngôi sao trên Đại lộ Danh vọng Hollywood nằm ở ngay mặt tiền quán cafe Hard Rock Cafe trên khu phố Hollywood Boulevard.

## Danh sách đĩa nhạc

### Album solo
- Slash (2010)

### Slash kết hợp cùng Myles Kennedy & The Conspirators
- Apocalyptic Love (2012)
- World on Fire (2014)
- Living the Dream (2018)

### với Guns N' Roses
- Appetite for Destruction (1987)
- G N' R Lies (1988)
- Use Your Illusion I (1991)
- Use Your Illusion II (1991)
- "The Spaghetti Incident?" (1993)

### với Slash's Snakepit
- It's Five O'Clock Somewhere (1995)
- Ain't Life Grand (2000)

### với Velvet Revolver
- Contraband (2004)
- Libertad (2007)